# Trastorno delirante
El trastorno delirante o psicosis paranoica (el término paranoia fue durante muchos años de uso más frecuente en psiquiatría, y comenzó a reemplazarse a partir de la publicación, en 1980, de la tercera edición del Manual diagnóstico y estadístico de los trastornos mentales) es un trastorno psicótico caracterizado por ideas delirantes no extrañas en ausencia de cualquier otra psicopatología significativa. En particular, la persona con este trastorno no ha cumplido nunca los criterios para la esquizofrenia y no tiene alucinaciones notorias, aunque pueden estar presentes alucinaciones auditivas, táctiles u olfativas, si estas están relacionadas con el tema del delirio.
Una persona con trastorno delirante puede ser bastante funcional y no tiende a mostrar un comportamiento extraño excepto como resultado directo de la idea delirante. Sin embargo, con el tiempo la vida del paciente puede verse más y más abrumada por el efecto dominante de las creencias anormales.
El significado del término ha cambiado con el tiempo, y por lo tanto diferentes psiquiatras pueden entender por él diferentes estados. El diagnóstico moderno más adecuado para la paranoia es el de trastorno delirante.

## Clasificación
- Tipo erotomaníaco (ver erotomanía): delirio de que otra persona, normalmente de un estatus superior, está enamorado del individuo.
- Tipo de grandiosidad (ver megalomanía): delirio de que el individuo tiene un talento extraordinario, poder, conocimiento, o una relación especial con una deidad o una persona famosa.
- Tipo celotípico: delirio de que el compañero sexual del individuo le está siendo infiel.
- Tipo persecutorio: delirio de que la persona (o alguien cercano) está siendo tratado con mala intención: espiado, envenenado, perseguido, etc.
- Tipo somático: delirio de que la persona tiene algún defecto físico o alguna enfermedad.

También se puede dar un diagnóstico del 'tipo mixto' o del 'tipo no especificado' si el delirio no pertenece a ninguna de estas categorías.

## Etiología
El psiquiatra español Enrique González Duro, en su libro La paranoia (1991), afirma que los factores desencadenantes de esta enfermedad se encuentran muy activos en individuos que presentan un acusado narcisismo y que se han visto expuestos a serias frustraciones, hallándose consecuentemente dotados de una baja autoestima. Esto provoca que se dispare en los mismos el mecanismo natural de proyección, muy estudiado por la psicología, en virtud del cual tendemos a atribuir a otros aquellos impulsos, fantasías, frustraciones y tensiones que nos resultan inexplicables, inaceptables e insoportables en nosotros mismos. "El pensamiento paranoide —sigue González Duro(1993)— es rígido e incorregible: no tiene en cuenta las razones contrarias, sólo recoge datos o signos que le confirmen el prejuicio, para convertirlo en convicción".

## Cuadro clínico
Más específicamente, puede referirse a un tipo de sensaciones angustiantes, como la de estar siendo perseguido por fuerzas incontrolables (manía persecutoria), o ser el elegido para una alta misión, como la de salvar al mundo (delirio de grandeza o grandiosidad, atribuido por algunos estudiosos a determinadas personalidades dictatoriales y gobiernos).
La paranoia se manifiesta igualmente en los delirios por celos, en el delirio erotomaníaco, el delirio somático, etc. Es un trastorno de tipo crónico, con mayor o menor virulencia ocasional.
Muchas veces un paranoide enfatiza en evitar una acción, aunque la desea, con el pretexto de no causar conmoción: "Vi una rosa y quise olerla, pero tuve miedo de ser lastimado". Metafóricamente piensa que algo que le agrada en realidad le ocasionará daño.

## Criterio diagnóstico
El criterio diagnóstico utilizado es de índole clínica y se supedita a los criterios diagnósticos expuestos en el CI -10 y el DSM-V
- Presencia de uno o más delirios con un mínimo de duración de un mes.
- El paciente expresa una idea o una creencia con una persistencia o fuerza inusual.
- Esa idea parece ejercer una influencia excesiva, y su vida se altera habitualmente hasta extremos inexplicables.
- A pesar de su convicción profunda, habitualmente hay un cierto secretismo o sospecha cuando se le pregunta al paciente sobre el tema.
- El individuo tiende a estar sin humor e hipersensible, especialmente respecto a su creencia.
- Tiene un carácter de centralidad: independientemente de lo improbables que sean las cosas que le ocurren, el paciente lo acepta sin casi cuestionárselo.
- Si se intenta contradecir su creencia es probable que levante una fuerte reacción emocional, a menudo con irritabilidad y hostilidad.
- La creencia es, cuando menos, improbable.
- La idea delirante ocupa una gran parte del tiempo del paciente, y abruma otros elementos de su psique.
- El delirio, si se exterioriza, a menudo conduce a comportamientos anormales y fuera de lugar, aunque quizás comprensibles conocidas las creencias delirantes.
- Además del delirio(s), el funcionamiento del sujeto no se encuentra muy alterado.
- Ante la presencia de episodios maníacos o depresivos mayores, estos deben haber sido breves en comparación con la duración de los períodos delirantes.
- Los síntomas no se pueden atribuir a los efectos fisiológicos de una sustancia, a una afección médica u otro trastorno mental (ej., trastorno dismórfico corporal, trastorno obsesivo-compulsivo, etc.)

## Tratamiento
El más recurrido se soporta en el uso de antipsicóticos, tanto típicos como atípicos; utilizando un abordaje central de ciertos aspectos determinados en el control de ideas delirantes, la agitación, la ansiedad, así como de las alteraciones presentes en la conducta del individuo.
También resulta frecuente el optar por la psicoterapia, en sus diferentes modalidades, siendo la individual la que ha demostrado mayor eficacia. No obstante, resulta ser indispensable para que revele su más alta efectividad, que se instaure una relación de confianza entre paciente y psicólogo; además, de enfocarse en técnicas para la gestión adecuada de la ansiedad e irritabilidad devenidas de las situaciones incómodas fruto de las ideas delirantes existentes.
Si bien, la Terapia Cognitivo conductual, puede resultar de utilidad; su eficacia no está contrastada desde una base empírica al haber escasez de estudios comparativos relativos a este trastorno